# Оллман, Грегг
Гре́гори Ленуа́р «Грегг» О́ллман (англ. Gregory LeNoir "Gregg" Allman, 8 декабря 1947, Нашвилл, Теннесси, США — 27 мая 2017, Ричмонд-Хилл, Джорджия, США) — американский певец и музыкант. Наиболее известен как лид-вокалист, клавишник (органист) и автор песен основанной его братом Дуэйном группы The Allman Brothers Band.
Грегг также был активен сольно и в этом качестве тоже довольно успешен. Его самая успешная сольная песня — «I’m No Angel», достигшая в 1987 году 49 места в Billboard Hot 100. Как отмечают музыкальные критики, сольные работы Грегга более душевные, чем с группой, и, по выражению сайта AllMusic, «не так сфокусированы на многоваттной виртуозности».
Журнал «Rolling Stone» включил Грегга Оллмэна в свой список «Ста величайших певцов всех времён» (на 70-е место).

## Дискография
- См. «Gregg Allman § Discography» в английском разделе.

Студийные
- Laid Back (1973)
- Playin' Up a Storm (1977)
- I’m No Angel (1987)
- Just Before The Bullets Fly (1988)
- Searching for Simplicity (1997)
- Low Country Blues (2011)
- Southern Blood (2017)

Live
- The Gregg Allman Tour (1974)
- Gregg Allman Live: Back to Macon, GA (2015)